# Суинт, Джон Джозеф
Джон Джозеф Суинт (англ. John Joseph Swint; 15 декабря 1879, Пикенс, штат Западная Виргиния, США — 23 ноября 1962, Уилинг, штат Западная Виргиния, США) —  прелат Римско-католической церкви, 13-й титулярный епископ Суры, 4-й епископ Уилинга, носил персональный титул архиепископа Уилинга.
За активную деятельность по возведению церквей и церковно-общественных учреждений был прозван паствой «Божьим Каменьщиком». Его имя присвоено одному из корпусов Уилингского иезуитского университета, основанного в 1955 году.

## Биография
Джон Джозеф Суинт родился во Флоренс близ Пикенса, в штате Западная Виргиния 15 декабря 1879 года. Он был сыном эмигрантов, люксембуржца Питера Суинта и баварки Каролины, урождённой Уинклер. Родители воспитывали детей в духе католического благочестия. Три сестры Джона Джозефа Суинта стали монахинями. Получив начальное образование, в 1893 году поступил в семинарию святого Карла, в Элликотт-Сити, которую окончил в 1899 году. Продолжил обучение в Высшей семинарии и университете Сент-Мэри в Балтиморе. В 1904 году завершил образование, получив степень бакалавра теологии.
23 июня 1904 года был рукоположён в священники в соборе святого Иосифа в Уилинге. После годовой практики в Апостольском миссионерском доме в Вашингтоне, вернулся в Западную Виргинию и был назначен клириком церкви святого Патрика в Хинтоне, прослужив здесь с 1905 по 1908 год. С 1908 по 1914 год курировал работу епархиальной апостольской миссии. С 1914 по 1922 год служил клириком церкви святого Патрика в Уэстоне.
22 февраля 1922 года Папа Пий XI назначил его коадъютором епископа Патрика Джеймса Донахью в епархии Уилинга и возвёл в титулярные епископы Суры. Хиротония состоялась 11 мая 1922 года в Уилинге; основным консекратором был архиепископ Майкл Джозеф Керли, которому сослужили епископы Денис Джозеф О’Коннелл и Хью Чарльз Бойл. После смерти предшественника, 11 декабря 1922 года Джон Джозеф Суинт стал четвёртым епископом Уилинга.
Он возглавлял диоцез в течение сорока лет, дольше, чем любой другой епископ в истории епархии до сего времени. За время архиерейского служения активно противостоял антикатолической пропаганде расистских организаций, усилившейся в период Великой депрессии. Не менее твёрдо следил за нравственностью доверенной ему паствы. Так, 1948 году епископ предупредил, что отлучит от Церкви девушек-католичек, которые примут участие в конкурсе «Мисс Америка». В официальном заявлении было сказано, что конкурс этот является рудиментом язычества, и если удалить из него всю нагую плоть, то он прекратит существовать. Мэри-Рут Форд, единственная девушка-католичка посмевшая нарушить запрет епископа была отлучена им от Церкви.
Прозвище «Бодий Каменьщик» Джон Джозеф Суинт получил за то, что построил 25 церквей, 7 миссий, 2 больницы, 2 дома для пожилых, сиротский приют Священного Сердца Иисуса, несколько учреждений католических благотворительных организаций и Уилингский колледж, позднее ставший Уилингским иезуитским университетом. Он руководил работой VII (1923) и VIII (1933) епархиальных синодов. В мае 1924 года заложил краеугольный камень в основание нового собора, который освятил уже в апреле 1926 года. Привлёк к служению в епархии монахинь — францисканок Непорочного Зачатия, сестёр святого Иосифа и палоттиннок-миссионерок.
В 1929 году был удостоен титула помощника Папского Трона. Он также был удостоен почётных докторских степеней Джорджтаунского университета и Университета Западной Виргинии. По случаю в Золотого Юбилея его рукоположения в священники, 12 марта 1954 года Папа Пий XII удостоил его персонального титула (лат. ad personam архиепископа. Джон Джозеф Суинт является автором ряда духовно-нравственных сочинений: «Нравственный закон» (1933), «Царские притчи» (1934), «Хлеб с небес» (1935), «Христос — основатель церкви» (1936), «Назад ко Христу» (1940), «Забытые истины» (1940) и «Прекраснейшая история из когда-либо рассказанных» (1947). Он умер в городе Уилинг, в штате Западная Виргиния 23 ноября 1962 года. Его похоронили на местном Горно-Голгофском кладбище.